# Jdaidt Artouz
Jdaidt Artouz (arabisch جديدة عرطوز, DMG Ǧudaidat ʿArṭūz; auch Jdeidet Artouz oder Jdeidat Artouz geschrieben) ist eine Stadt in Syrien.

## Lage
Jdaidt Artouz gehört administrativ zum Gouvernement Rif Dimaschq und liegt 15 Kilometer südwestlich von Damaskus. Zu den nahe gelegenen Orten gehören Qatana im Westen, Artouz im Süden, Khan al-Shih im Südosten und Darayya im Nordosten.

## Bevölkerung
Nach Angaben des syrischen Zentralamts für Statistik hatte Jdaidt Artouz bei der Volkszählung von 2004 45.000 Einwohner. Die Stadt hat eine gemischte Bevölkerung aus Christen, Drusen, Alawiten und sunnitischen Muslimen. Christen und Drusen leben hauptsächlich im südlichen Distrikt Jdaidt Artouz al-Balad, während Sunniten hauptsächlich im nördlichen Distrikt Jdaidt al-Wadl leben.

## Klima
In Jdaidt Artouz herrscht ein lokales Steppenklima. Die Niederschlagsmenge ist im Winter höher als im Sommer. Die Köppen-Geiger-Klimaklassifikation ist BSk (Semiarides Klima). Die Jahresdurchschnittstemperatur in Jdaidt Artouz beträgt 16,8° C. Jährlich fallen etwa 242 mm Niederschlag. Der trockenste Monat ist der Juni mit 0 mm Regen. Im Januar erreicht der Niederschlag mit durchschnittlich 56 mm seinen Höhepunkt. Der August ist der wärmste Monat des Jahres. Die Temperatur im August beträgt durchschnittlich 26,0° C. Der Januar ist mit durchschnittlich 7,0° C der kälteste Monat des Jahres.